# Docidomyia albifrons
Docidomyia albifrons är en tvåvingeart som beskrevs av Yeates 1996. Docidomyia albifrons ingår i släktet Docidomyia och familjen svävflugor.
Artens utbredningsområde är Northern Territory, Australien. Inga underarter finns listade i Catalogue of Life.